# Jarkon-Afek-Nationalpark

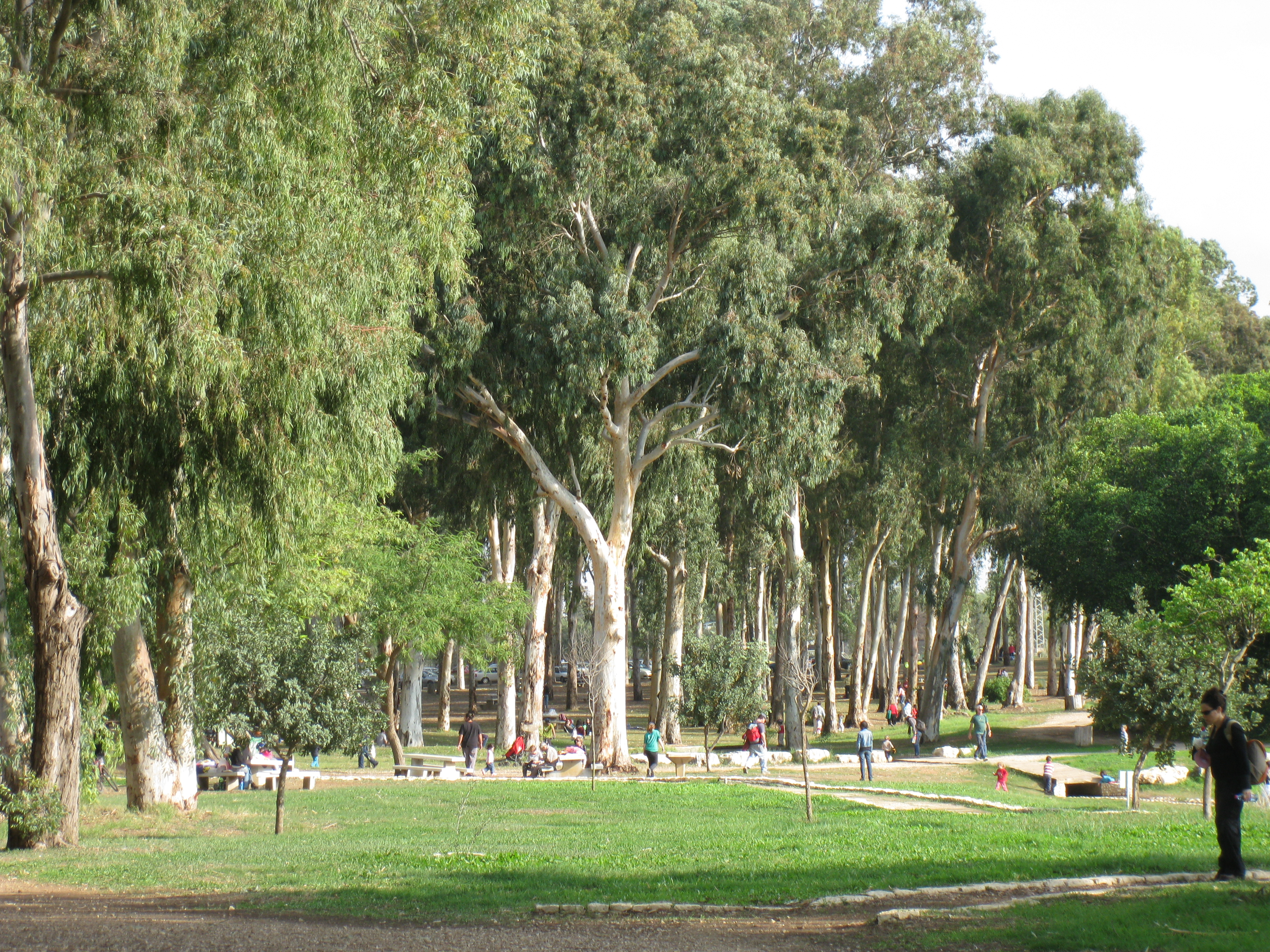
Im Park

Der Jarkon-Afek-Nationalpark (hebräisch גַּן לְאֻמִּי יַרְקוֹן Gan Ləʾummī Jarqōn, deutsch ‚Nationaler Garten Jarqon‘) liegt in Israel in der Scharonebene am Oberlauf des Jarkon und ist ein beliebtes Naherholungsziel im Gusch Dan (Agglomeration von Tel Aviv). Er enthält mehrere historische und archäologische Sehenswürdigkeiten. Der Park wird mittig von der Jarqonbahn gequert. Nördlich davon gehört der Park zum Weichbild Petach Tiquahs und südlich fällt er in den Drom HaScharon.

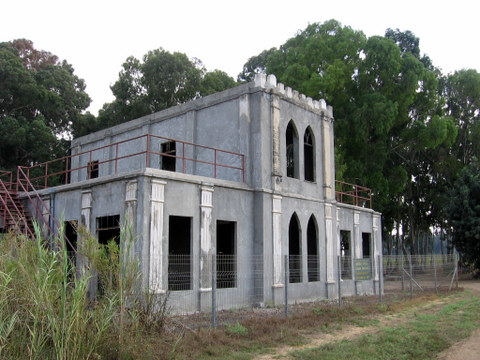
Pumpenhaus Beit haBeton, 2006

## Gebäude

### „Beit haBeton“ und „Stone House“

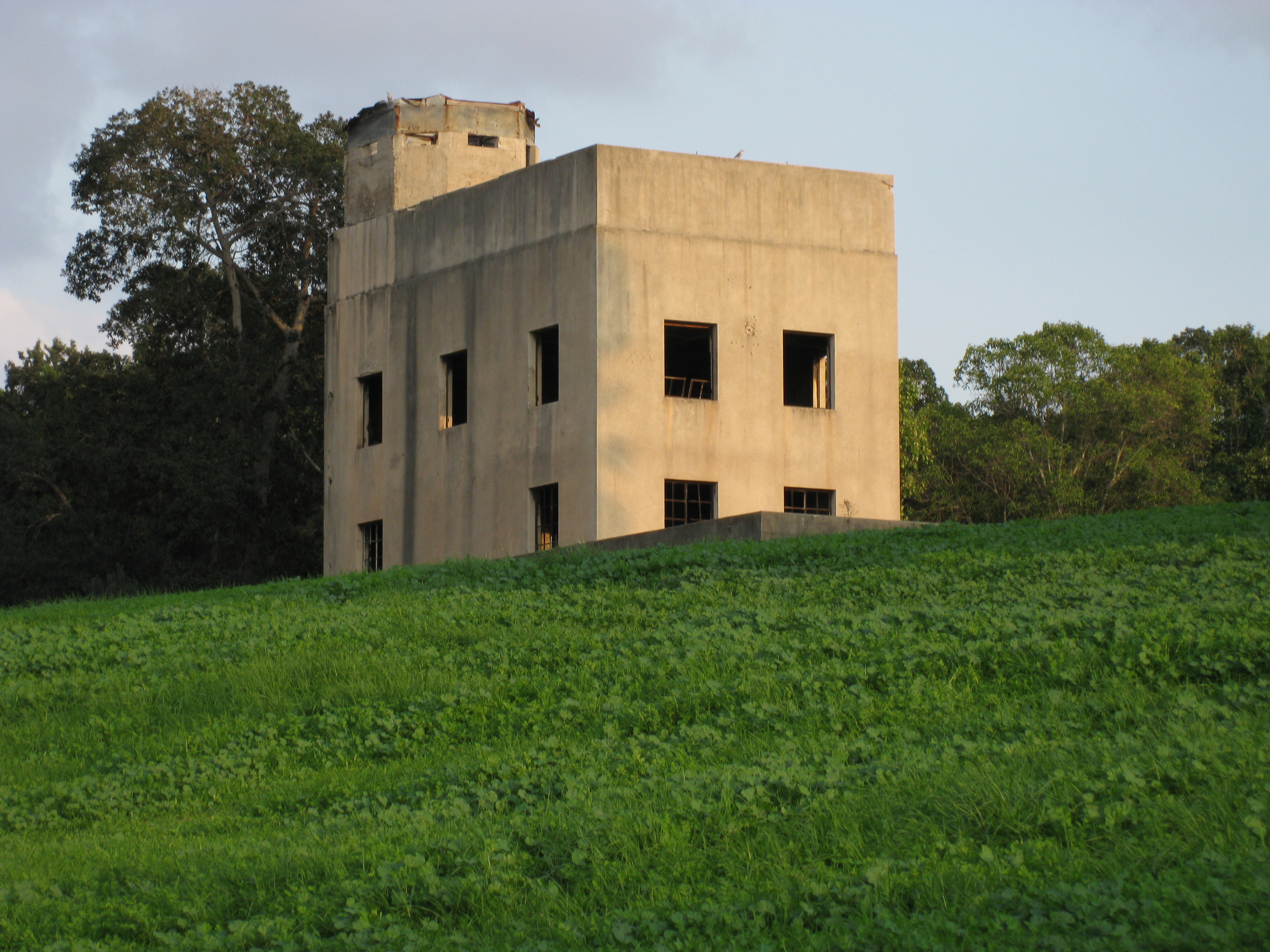
Tel Afek: Teil der Wasserpumpstation von 1936 zur Speisung der Wasserleitung nach Jerusalem

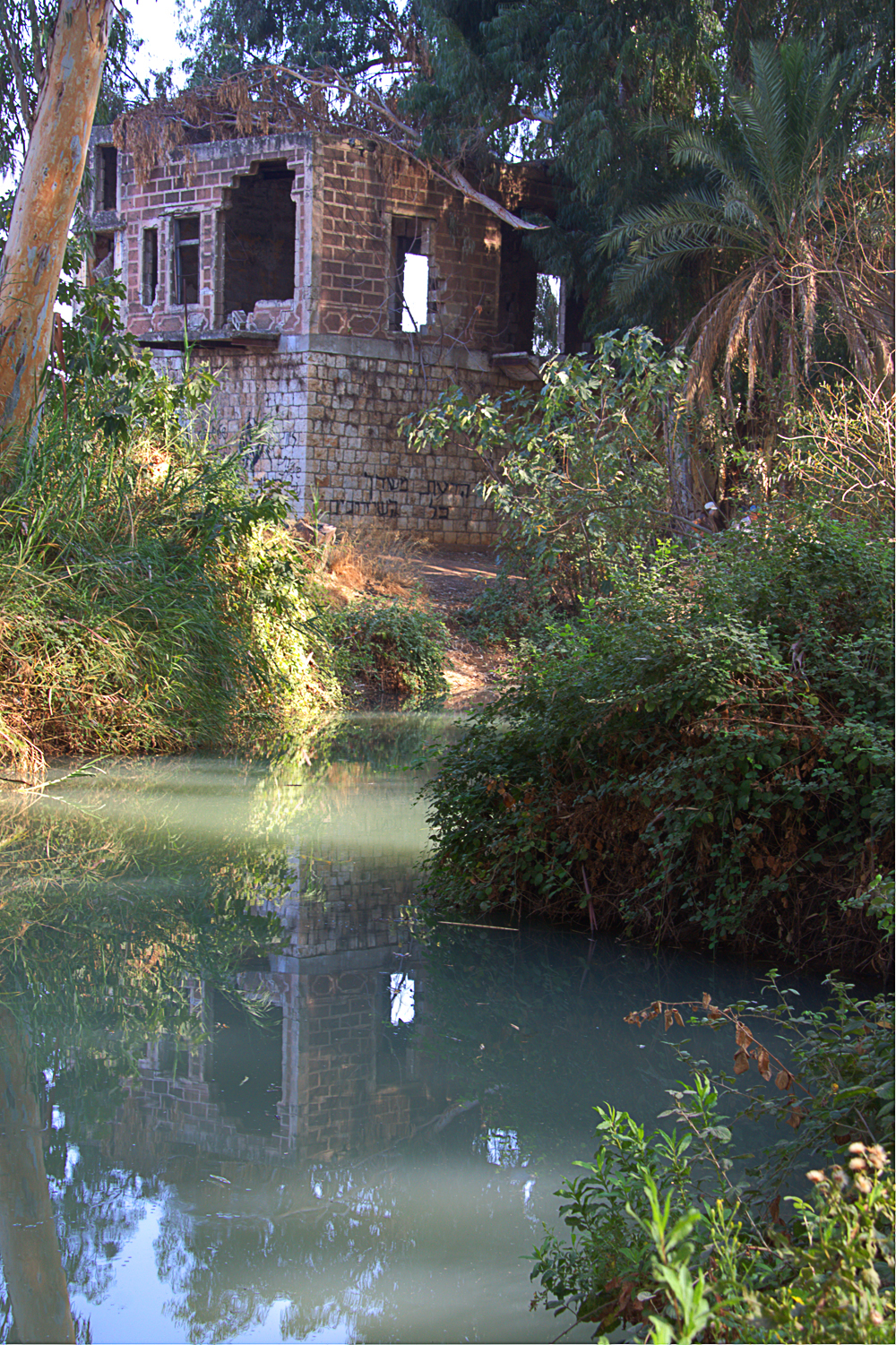
Qassir-Farm, 2010

Den Beit haBeton (hebräisch בֵּית הַבֵּטוֹן Bejt haBeṭōn, deutsch ‚Betonhaus‘, englisch Concrete House) im Anteil des Nationalparks in Petach Tiqwah ließ Bezalel Jaffe auf Namen seiner Firma Palestinah (פָּלֶשְׂתִּינָה, konzessionierte Wasserversorgerin Petach Tiqwahs) 1912 durch Gedaljahu Wilbuschewitz als Pumpenhaus und erstes Gebäude in Palästina aus Stahlbeton errichten, das bis in die 1970er Jahre als solches betrieben wurde. Ein weiteres Gebäude ist das „Stone House“, die Ruine einer Plantagenbesitzer-Villa mit daneben stehendem Pumpenhaus. Direkt am Jarkon gelegene Farmen und Plantagen hatten seit der osmanischen Herrschaft die Berechtigung, Wasser zur Bewässerung direkt aus dem Fluss zu entnehmen. Insgesamt existierten entlang des Jarkon 18 Pumpstationen wie diese am „Stone House“. Am Nordhang der Festung Antipatris errichtete das Public Works Department für die Stadt Jerusalem 1936 ein Wasserwerk an den nahen Quellen des Jarqons, um dort Wasser in eine neue Rohrleitung zur Versorgung der Stadt einzuspeisen. Am 7. Januar 1936 hatte Hochkommissar Arthur Grenfell Wauchope dazu den Grundstein gelegt. Im Krieg 1948 war die Pumpstation umkämpft zwischen israelischen und den invasorischen irakischen Streitkräften, die die Wasserversorgung der Heiligen Stadt vom Mai bis Juli 1948 unterbrachen. Im Jahre 1955 wurde die Rohrleitung zur Wasserversorgung Jerusalems an die Landeswasserleitung angeschlossen.

### Qassir-Farm
Die Qassir-Farm (arabisch مزرعة قاصر, DMG Mizraʿat Qāṣir ‚Bauernhof Qāṣirs‘, hebräisch חֲצַר קָאסִר Chatzar Qāssir, deutsch ‚Hof Qāṣirs‘) besteht nur noch in ihren Grundmauern. Sie ist benannt nach Salim Qāṣir (سليم قاصر) aus Jaffa, der im 19. Jahrhundert hier am Jarkon eine Zuckerrohr- und Zitrusfruchtplantage betrieb. Das Farmgebäude war eine Pumpstation, bei der mit einem Göpelrad und einer Schöpfkette Grundwasser in ein oberirdisches Bassin gefördert, und von dort durch Kanäle in die Plantagen geleitet wurde. 1895 verkaufte Qāṣir die wirtschaftlich erfolglose Farm an Baron de Rothschild, der sie den Bewohnern von Petach Tikwa zur Verfügung stellte. Die neuen Betreiber wandelten die Farm um in eine Versuchsfarm für die Weiterentwicklung von Saatgut.

### Al-Mirr-Mühle

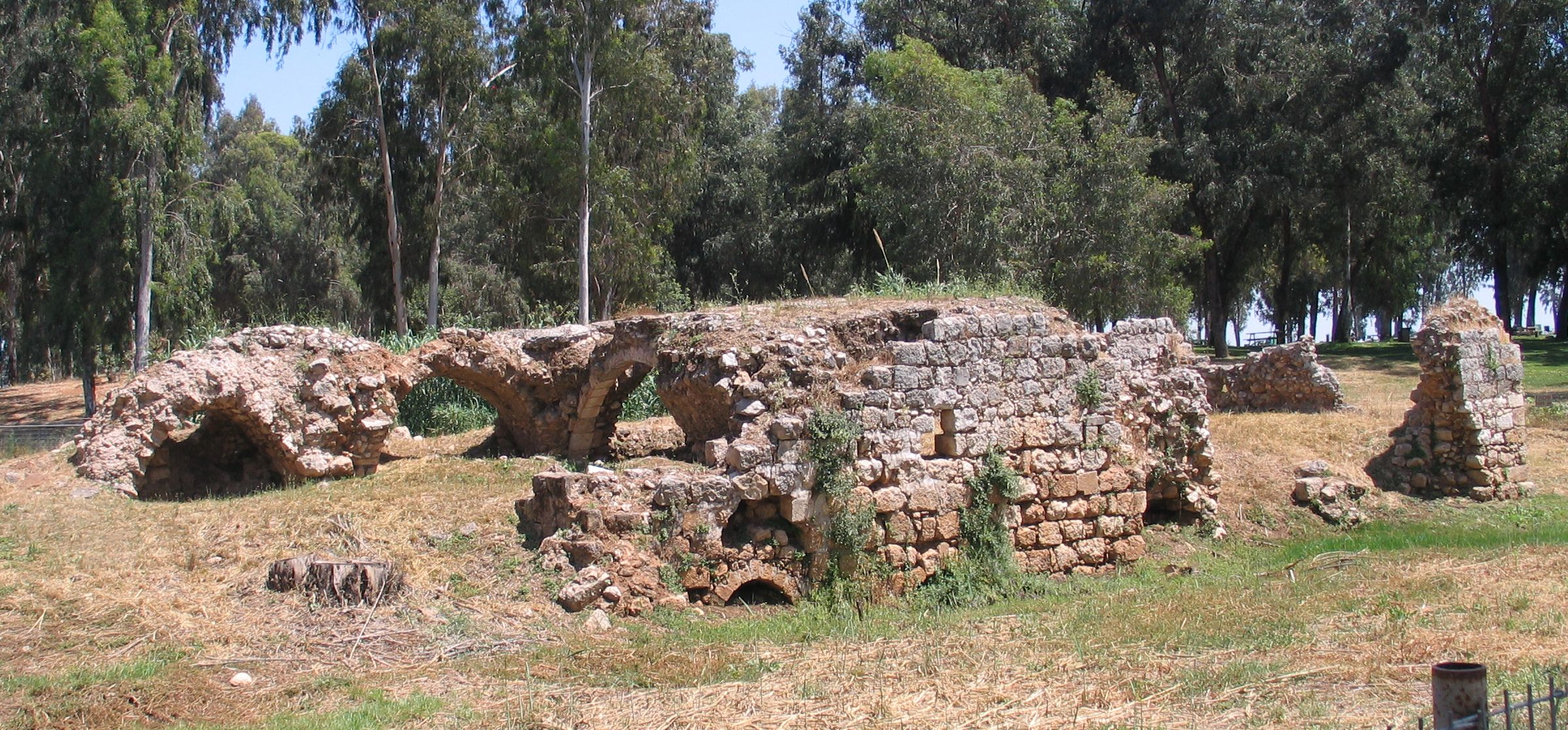
Mühlenruine

Nahe der Qāṣir-Farm befinden sich die Überreste der Al-Mirr-Getreidemühle, die während der römischen Zeit errichtet wurde und bis in die osmanische Zeit in Betrieb war. Das langgezogene Gebäude hatte eine große Bogendecke, unter jedem Bogen waren zwei Mühlsteine untergebracht. Zur Blütezeit der Mühle waren 13 Mühlsteinpaare in Betrieb. Vermutlich reichte eine Erweiterung des Gebäudes bis über den Jarkon, so dass die Mühle gleichzeitig als Brücke über den Fluss diente. Das Wasser für den Mühlbetrieb wurde weiter flussaufwärts aufgestaut und in Kanälen herangeführt. Den Namen al-Mirr (arabisch المرّ al-Mirr) hat die Mühle von einem benachbarten kleinen Dorf, das bis 1948 in der Nähe bestand und das heute Petach Tiqwahs Ortsteil Kfar ha-Baptistim einnimmt.

### Tel Afek

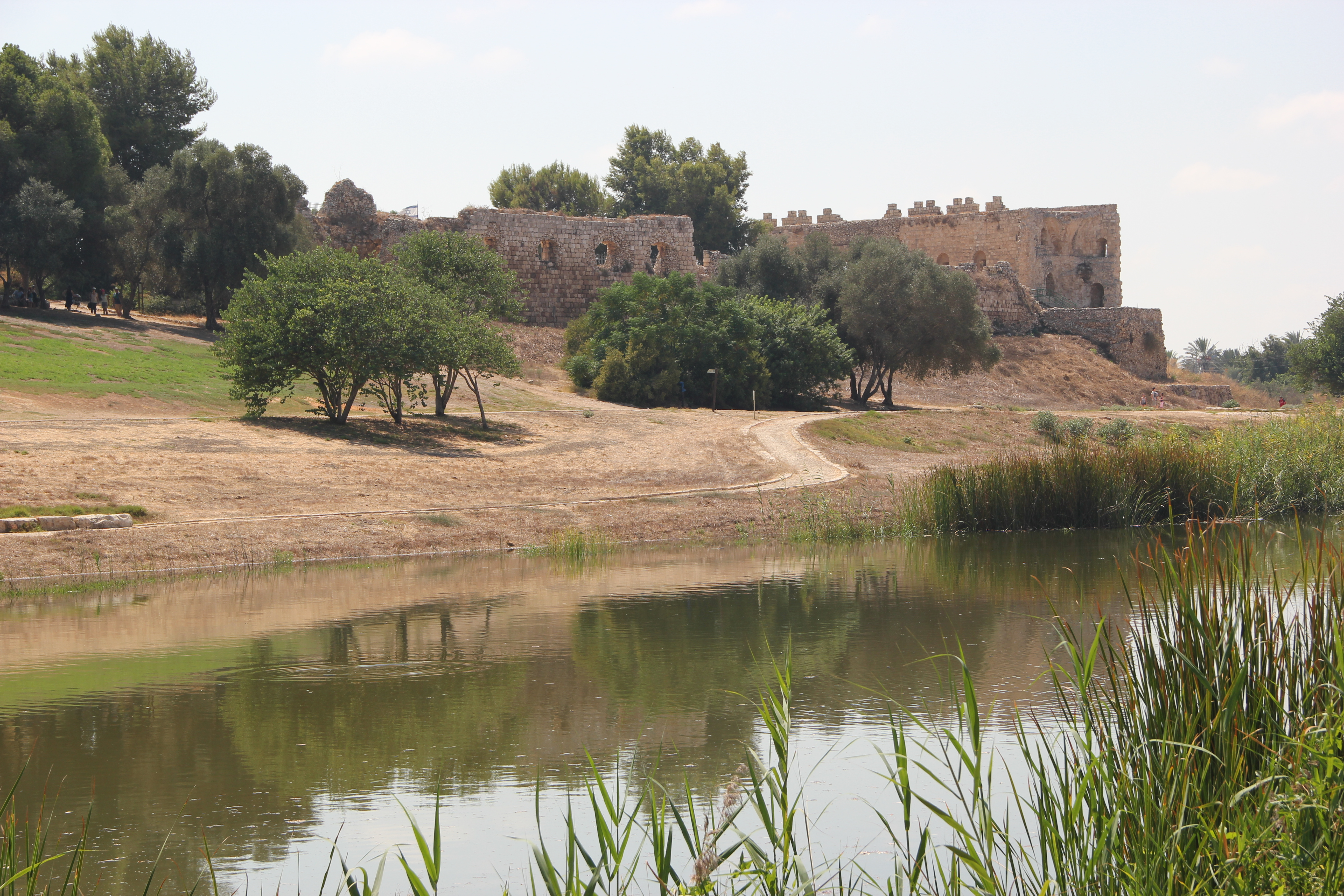
Antipatris

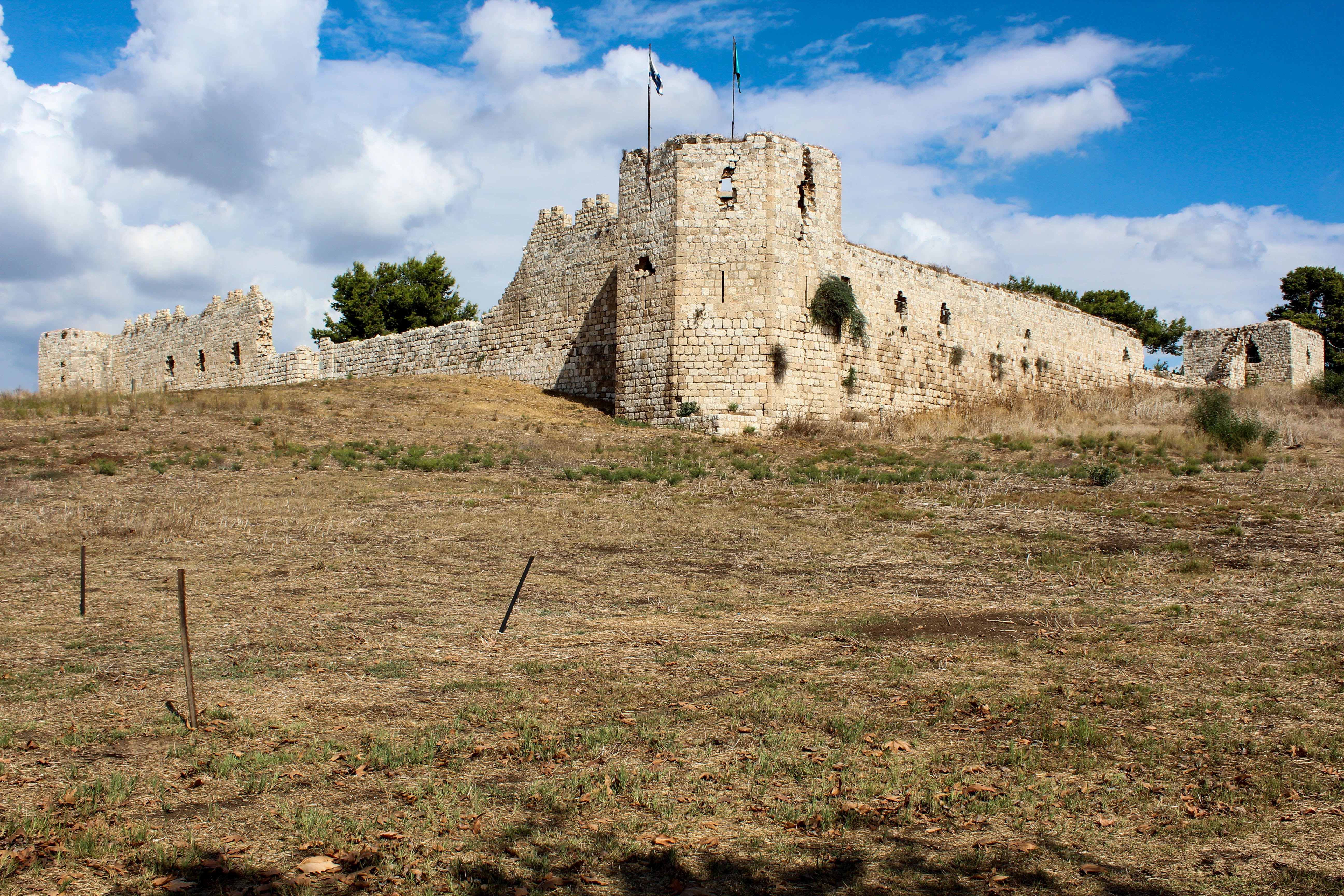
Ruine der osmanischen Festung

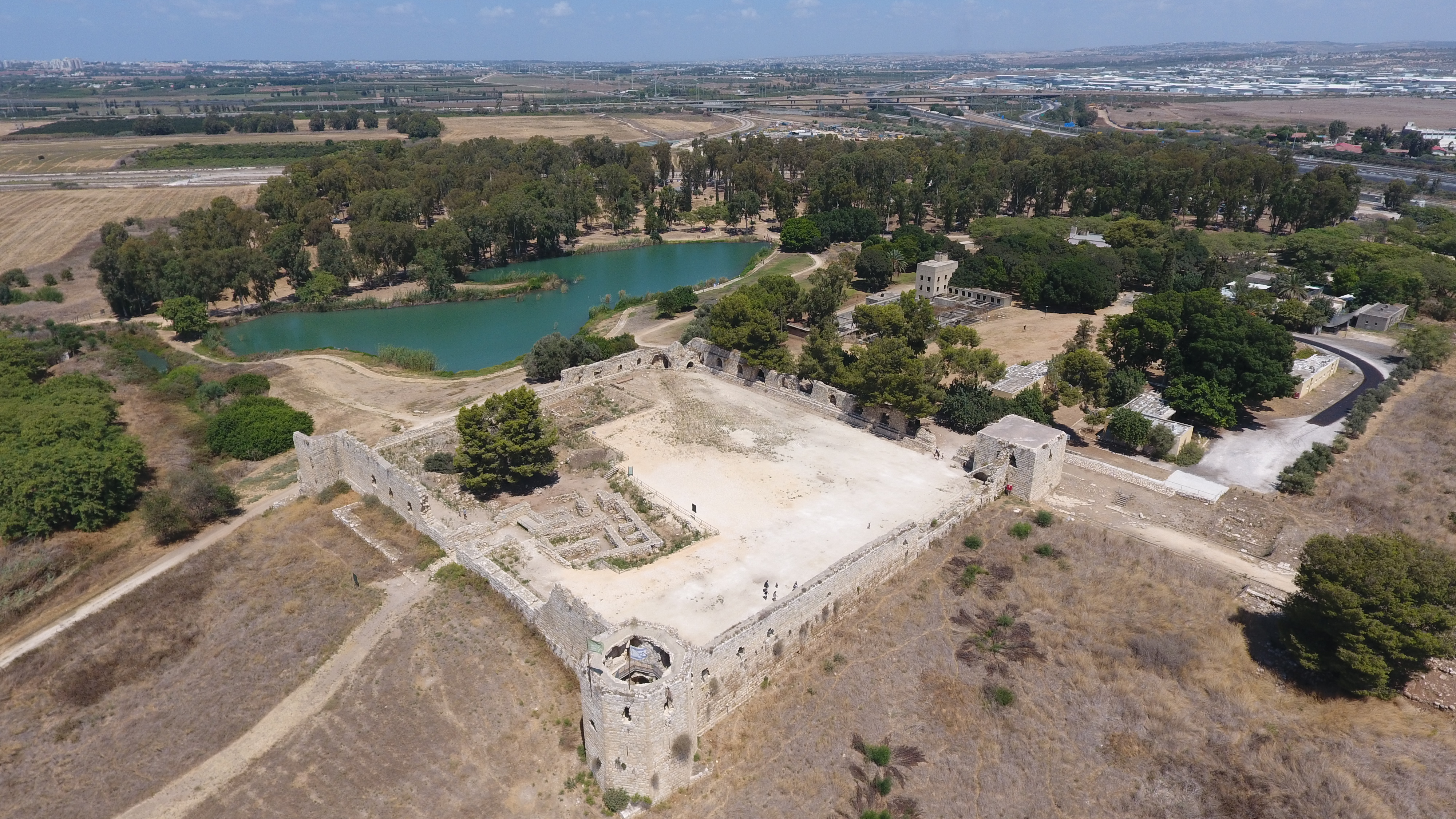
Festung Antipatris aus der Luft, rechts davon leere Becken zur Wasseraufbereitung vor Pumphaus über Quellsee des Jarqon, 2016

Südlich der Jarqonbahn befindet sich neben der Jarkonquelle Tel Afek (hebräisch תֵּל אֲפֵק Tel Afeq), ein antiker Siedlungshügel mit einer Festung aus osmanischer Zeit, die den Übergang aus der Küstenebene Scharon in das judäische Hügelland sowie die antike Fernstraße Via Maris von Ägypten nach Norden kontrollierte. Ausgrabungen brachten Siedlungsüberreste ans Tageslicht, die bis in das vierte Jahrtausend v. Chr. zurückreichen. Bereits im dritten Jahrtausend v. Chr. hatte die Siedlung eine städtische Struktur sowie eine Befestigungsmauer. Zur Zeit der Richter war Tel Afek eine Basis der Philister im Kampf gegen Israel, in deren Verlauf die Philister die Bundeslade eroberten. Tel Afek ist jedoch nicht identisch mit dem Heerlager der Philister bei der Schlacht, in der König Saul und seine Söhne starben; das Heerlager befand sich bei Ein Afek in Nordisrael.
Herodes der Große baute hier im ersten Jahrhundert v. Chr. die Stadt Antipatris, benannt nach seinem Vater Antipatros. Später wurde Antipatris Sitz eines Bischofs. Aus dieser Zeit ist ein römischer Cardo freigelegt und kann besichtigt werden. Nach der römischen Zeit verlor Tel Afek nach und nach seine Bedeutung als Wohnort, die militärische und strategische Bedeutung behielt es aber bei. So wurde in der osmanischen Zeit die Festung Pinar Başı (arabisch قَلْعَة رَأْس ٱلْعَيْن Qalʿat Raʾs al-ʿAin ‚Festung Haupt der Quelle‘, hebräisch מִבְצַר אָנְטִיפָּטְרִיס Mivzar Anṭīpaṭrīs, deutsch ‚Festung Antipatris‘) auf den Grundmauern von Antipatris errichtet. Die Ruine dieser Festung dominiert bis heute das Tal. Im Ersten Weltkrieg stationierte die osmanische Armee Soldaten darin. Und 1915 eröffnete die osmanische Militärbahn 400 Meter östlich der Festung den Bahnhof Raʾs al-ʿAin. Mit der unter dem Druck der Triple Entente nordwärts rückenden Palästinafront nahm die 54th (East Anglian) Infantry Division der Egyptian Expeditionary Force am 11./12. März 1918 Festung wie Bahnhof und beendete hier die osmanische Herrschaft. In der Zeit des britischen Völkerbundsmandats für Palästina war dieses im Zweiten Weltkrieg unter anderem Rückraum für die Nordafrikafront und den Militärputsch von Nazi-Sympathisanten im Irak 1941, weshalb die Royal Air Force an der Festung im Mai 1943 die im Irak gegründete 120 Maintenance Unit herverlegte. An der Festung stehen noch Gebäude des britischen Lagers, einige davon unter Denkmalschutz.
Am Sonnabend, den 15. Mai 1948, dem Tag nach der Unabhängigkeitserklärung Israels, marschierten die Streitkräfte Ägyptens, des Iraks, des Libanons, Syriens und Transjordaniens in Israel und Palästina ein und eröffneten den Krieg um Israels Unabhängigkeit. Am 30. Mai 1948 besetzten Israelis die verlassene britische Militärbasis und die Festung, worauf am folgenden Tag Kämpfer der arabischen Armee des heiligen Krieges unter Hasan Salama, der vor Ort tödlich verwundet wurde, sie im Kampf vertrieben. Am 1. Juni 1948 besetzte das 1. Bataillon der Ersten Brigade der irakischen Armee die Festung, und richtete sich südöstlich davon ein Feldlager ein. Die Iraker kontrollierten die Jarqonquellen und unterbrachen die Wasserlieferung nach Jerusalem.
Wegen der kritischen Wasserversorgung Jerusalems befahl David Ben-Gurion den eben gegründeten israelischen Verteidigungsstreitkräften, die Festung wiedereinzunehmen. Am 12. Juli 1948 eroberte das 32. Bataillon der Alexandroni-Brigade (3. Brigade des ZaHaL) das benachbarte Dorf. Noch am gleichen Tag räumten die Iraker die Festung und zogen ab, worauf die Brigade sie, das Lager und die Pumpstation am 13. Juli 1948 einnahm.

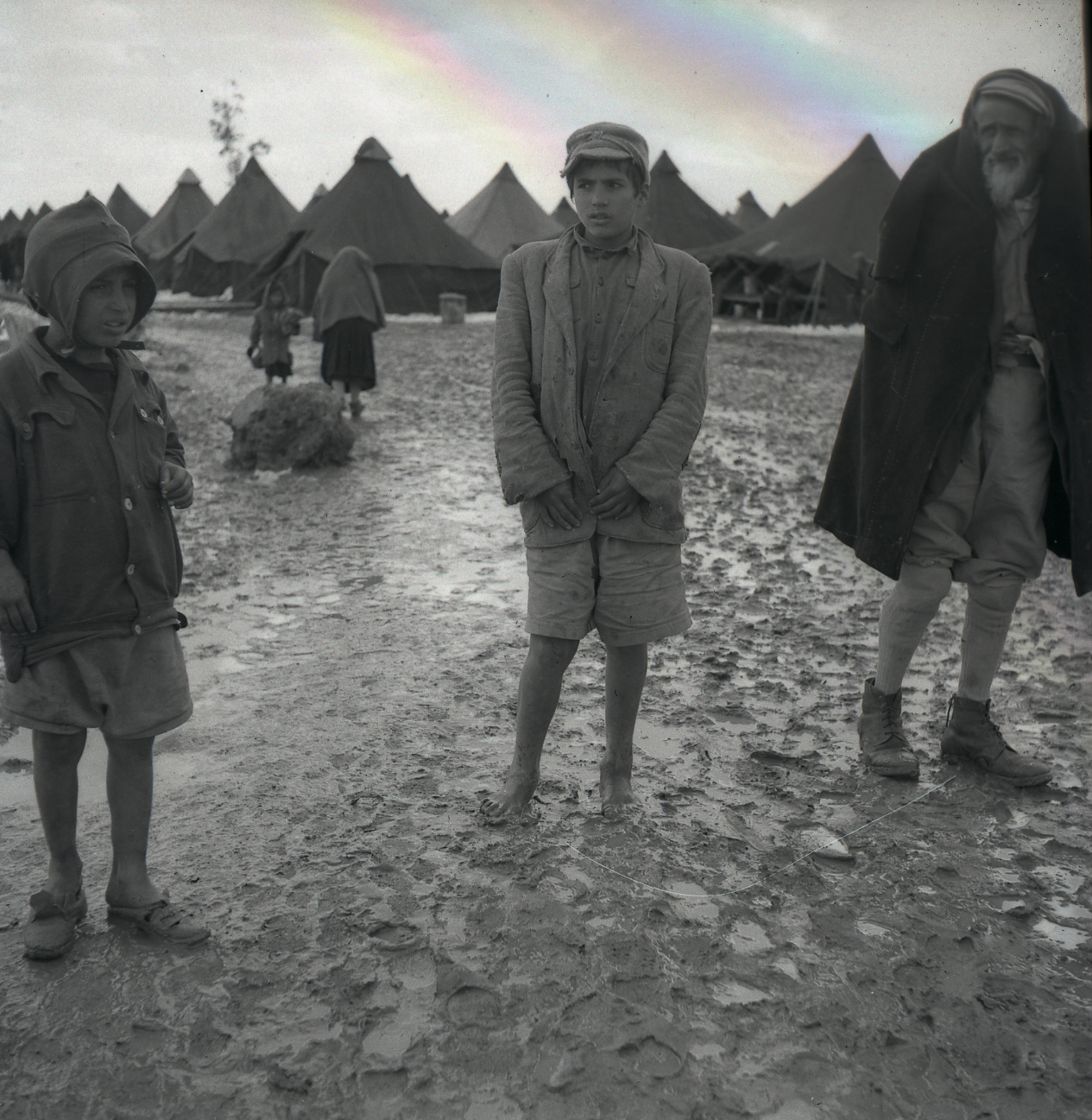
Jemenitische Flüchtlinge in der Maʿabbarat Rosch haʿAjin im Winter Februar 1950

 Im Jahre 1949 ließ das Ministerium für Alija und Integration zwischen Festung, Wasserwerk, ehemaliger Militärbasis und dem nahen Bahnhof Rosch haʿAjin 1.500 Zelte errichten, um eine Maʿabbarah / מַעְבָּרָה (Übergangslager) für Neueinwanderer anzulegen. Etwa 35.000 jüdische Jemeniten, die muslimischen Nachstellungen mithilfe der Operation fliegender Teppich nach Israel entkommen waren, durchliefen die Maʿabbarat Rosch haʿAjin (מַעְבָּרַת רֹאשׁ הָעַיִן) bis zum Jahr 1951. Im Jahre 1951 begann östlich vom Bahnhof der Bau fester Behausungen, die die Keimzelle des heutigen Rosch haʿAjins bilden.

## Fauna und Flora
In einem künstlich angelegten Teich direkt neben der Al-Mirr-Mühle, der von Jarkonwasser gespeist wird, betreibt die Universität Tel Aviv gemeinsam mit der INPA ein Wiederansiedelungsprojekt für Acanthobrama telavivensis. Dieser Fisch war einst in den israelischen Küstenflüssen weit verbreitet. Heute ist der Fisch aufgrund von Wasserverschmutzung und Wassermangel nahezu ausgestorben. In dem Pool ist der Fisch vor natürlichen Feinden geschützt und kann sich in einem natürlichen Umfeld fortpflanzen. Im Fluss selbst kann sich der Fisch derzeit noch nicht fortpflanzen, der Teich dient der Erforschung der Ursachen, mit dem Ziel einer erfolgreichen Wiederansiedelung der Fische.
In den Quellbecken und Teichen oberhalb des Regulierungsdammes gedeiht die gelbe Teichrose. Weiter flussab finden sich auch die blaue Teichrose und Laichkraut. Da diese Wasserpflanzen empfindlich auf Verschmutzung reagieren, sind die großen Teichrosenfelder ein Hinweis auf die erfolgreich wiederhergestellte hohe Wasserqualität. Entlang des Ufers gedeihen der Rohrkolben und Schilfrohr, Echter Papyrus und verschiedene Rubus-Gewächse. In direkter Flussnähe stehen Weiden- und Eukalyptuswälder, in denen unter anderem der Gewöhnliche Blutweiderich blüht.